# Альдегіддегідрогеназа

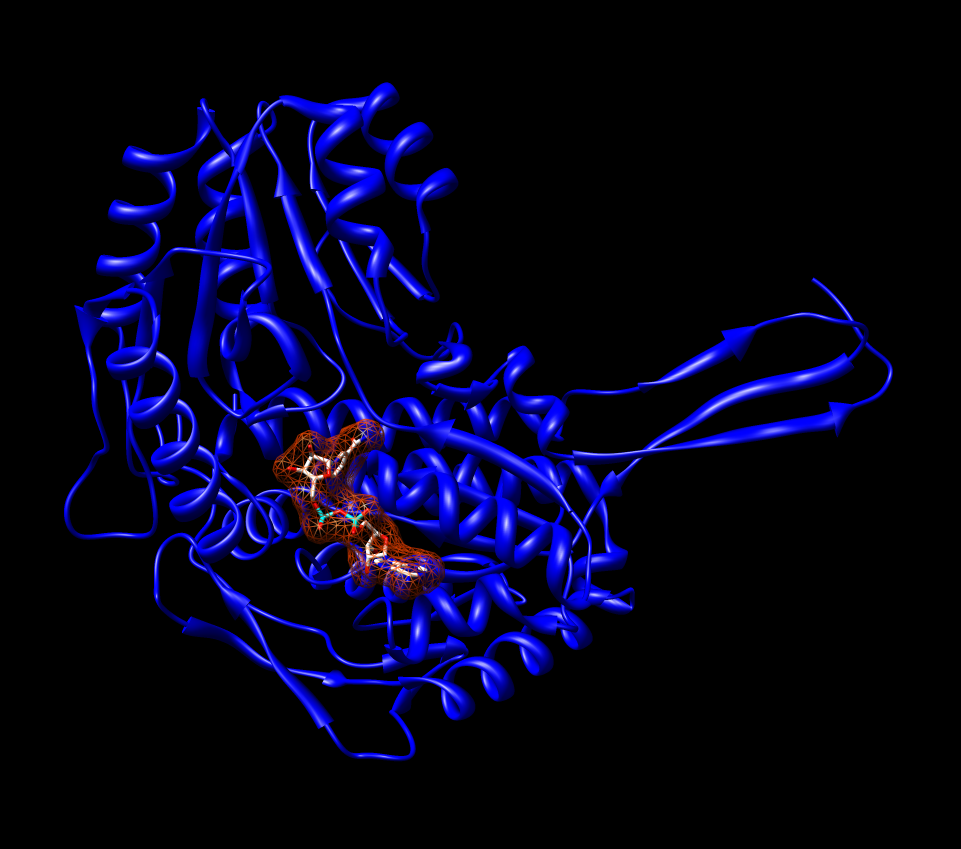
Хімерне зображення мономера альгегіддегіртарази-2 людини із просторовою моделлю NAD+ в активному центрі (ALDH2,)

Альдегіддегідрогеназа (КФ 1.2.1.3) — тип ферментів, що каталізує окиснення (дегідрогенацію) альдегідів. Ці ферменти є важливими складовими системи метаболізму спиртів в організмі більшості організмів всіх доменів.
У людини та інших ссавців ці ферменти знайдені в різних тканинах, але максимально активні в печінці, де вони відповідають за окиснення альдегідів до карбонових кислот, які залишають печінку та метаболізуються м'язами тіла. У ссавців існує три класи цих ферментів: клас 1 (низької Km, цитозольні), клас 2 (низької Km, мітохондріальні) і клас 3 (високої Km, експресуються в шлунку, рогівці та деяких пухлинах). ALDH1 і ALDH2 є найважливішими для окиснення альдегідів та мають тетрамерну будову з субодиниць масою 54 кДа.
В геномі людини наявно 18 генів, які кодують альдегіддегідрогенази: ALDH1A1, ALDH2, ALDH1A2, ALDH1A3, ALDH1B1, ALDH1L2, ALDH3A1, ALDH3A2, ALDH3B1, ALDH3B2, ALDH4A1, ALDH5A1, ALDH6A1, ALDH7A1, ALDH8A1, ALDH9A1, ALDH16A1, ALDH18A1.